# Ashley Zukerman
Ashley Zukerman, född 30 december 1983 i Santa Monica i Kalifornien, är en australisk-amerikansk skådespelare, Han är bland annat känd för att spela rollen som Dr. Charlie Isaacs i TV-serien Manhattan, Michael Sandrelli i dramaserien Rush och Jesse Banks i den politiska thrillern The Code. Han har också haft en återkommande roll i TV-serien Succession. År 2021 spelade han rollen som Robert Langdon i TV-serien The Lost Symbol (baserad på Dan Browns roman Den förlorade symbolen från 2009).
Zukerman föddes i Santa Monica i USA, men flyttade sedan tillsammans med sin familj till Australien och dess näst största stad Melbourne när han var två år gammal. Fadern Moshe kommer ursprungligen från Israel, medan modern Ingrid kommer från Peru. Han har också en yngre syster, Wendy Zukerman.

## Filmografi (i urval)
- 2008–2011 – Rush (TV-serie)
- 2010 – The Pacific (miniserie)
- 2011 – Örfilen (TV-serie)
- 2011 – Terra Nova (TV-serie)
- 2014–2015 – Manhattan (TV-serie)
- 2014–2016 – The Code (TV-serie)
- 2015 – Childhood's End (miniserie)
- 2016 – Fear the Walking Dead (TV-serie)
- 2016 – Masters of Sex (TV-serie)
- 2016–2017 – Designated Survivor (TV-serie)
- 2018 – Reverie (TV-serie)
- 2018–nutid – Succession (TV-serie)
- 2020 – A Teacher (TV-serie)
- 2021 – Fear Street Part One: 1994
- 2021 – Fear Street Part Two: 1978
- 2021 – Fear Street Part Three: 1666
- 2021 – The Lost Symbol (TV-serie)
- 2025 – Apple Cider Vinegar (TV-serie)